# 罗玉平
罗玉平（1966年—），四川合江人，汉族，中华人民共和国政治人物、第十二届全国人民代表大会贵州地区代表，中天城投董事长兼CEO。
加入中国民主建国会。2013年，担任全国人大代表。2018年1月，当选第十三届全国政协委员。